# はしま観光交流センター
はしま観光交流センター（はしまかんこうこうりゅうセンター）は、岐阜県羽島市竹鼻町にある公共施設（観光施設）である。
愛称はぐるっと羽島。

## 概要
羽島市の観光情報等の提供及び案内機能、市民と観光客等との交流を促進、羽島市の観光の振興を目的とした施設である。2016年（平成28年）4月1日開館。
体験棟と休憩棟の2棟からなる。体験棟は木造2階建の明治時代の蔵を改修した建物であり、建築面積は49.69m2、延床面積は97.53m2。休憩棟は新たに建てられた木造平屋建の建物であり、建築面積は153.20m2、延床面積は137.90m2。
レンタサイクルの貸出を行っており、有料で利用できる。自転車は、新幹線岐阜羽島駅東口の羽島こうか東駐車場に返却することも可能。

## 施設概要
体験棟
- 観光案内所
- 土産品販売所
- 民俗文化体験コーナー

美濃縞（加納・笠松・竹ヶ鼻を中心にして生産された織物）の展示、体験。
休憩棟
- 休憩所

## 住所
- 岐阜県羽島市竹鼻町2614番地

## 利用案内
開館時間
- 9:00 - 17:00[1][2]
  - 体験スペースの使用時間は9:00 - 16:00[1]

休館日
- 年末年始（12月29日 - 1月3日）[1][2]

## 交通アクセス
- 名鉄竹鼻線 羽島市役所前駅下車、徒歩で約7分。
- 羽島市コミュニティバス「市役所」バス停下車、徒歩で約10分。

## 周辺施設
- 羽島市歴史民俗資料館・羽島市映画資料館
- 羽島市竹鼻町屋ギャラリー
- 羽島市竹鼻まつり山車会館
- 千代菊（日本酒蔵元）
- 真宗大谷派竹鼻別院
- 本覚寺
- 羽島市役所
- 羽島市役所前駅
- 羽島市立竹鼻小学校